# 李霞卿
李霞卿（1912年—1998年，藝名李旦旦），是一位近代中國的電影演員、飛行家、女權主義者與慈善家。

## 生平
身為一位民初時期无声电影演員，她曾於1927年電影《西廂記》中演出紅娘，並在1928年領銜主演史上第一部花木蘭歷史故事電影《木蘭從軍》，與胡蝶、阮玲玉等女星同被評為「七姐妹」。其父在上海之民新電影公司被洗劫時，李霞卿擊倒兩名歹徒並將匪首推落黃浦江。1929年，民新併入華聯影片公司後息影。
1933年於瑞士日內瓦飛行學校破例以全優成績取得正式飛行執照，成為中國第一位合格女飛行員；1936年並拿到國民政府發出的第一張民航機駕駛執照，於上海共同創立中國首座民航飛行員訓練學校，也是當時中國唯一一位女性民航飛行教師。1936年在上海龙华机场舉行空中表演，現場觀眾達15萬人。
1937年八一三淞沪会战爆發後，手書廿萬言建議改革中國航空，巡廻宣導空權救國，請纓參戰被拒後，積極募款充實抗戰經費，並參加救護與難民營工作，曾被日軍懸賞通輯。1939年年初起遠渡重洋隻身赴美，駕駛自購「新中國精神號」（Spirit Of New China）單翼輕型機飛遍全美30餘座城市、南美秘魯、加勒比海等地募款，向中美人士宣傳中國抗戰之決心，曾創下飛行一小時募得捐款四萬圓的紀錄，被媒體譽為「飛行使者」、「東方蜻蜓」。1939年底，她在美國無償演出電影《Disputed Passage》，將片酬捐獻給中國救濟基金。1941年，李霞卿再赴美會見羅斯福總統夫人，和當時的中國駐紐約總領事于俊吉共同贈送旗袍給羅斯福夫人，李霞卿本人則當場試穿象微抗戰勝利的「中華民國萬歲」六字連綴服飾。
1949年中華人民共和國建立，李霞卿長居香港；1958年香港啟德機場新跑道啟用時，尚受邀駕機親作示範表演。1960年中迁居美国旧金山，1998年1月24日因急性肺炎去世，享年85岁。其事蹟於2007年經加拿大作家帕蒂·哥莉（Patti Gully）載入《飞天名媛》（Sisters of Heaven）傳記中。

## 电影作品
- Disputed Passage（英语：Disputed Passage） (1939) - Aviatrix (credited as Ya-Ching Lee)
- 情海重吻 (1929)
- Five Avenging Women (1928)
- 木兰从军 (1928) - 花木兰
- 天涯歌女 (1927) - Li Lingxiao
- 西厢记 (1927) - 紅娘
- 海角詩人（英语：A Poet from the Sea） (1927) - Liu Tsan Ying
- 玉潔冰清 (1926) - Kong Qiongxian
- 和平之神 (1926) - Lin Cuiwei